# 時系列
時系列（じけいれつ、英: time series）とは、ある現象の時間的な変化を、連続的に（または一定間隔をおいて不連続に）観測して得られた値の系列（一連の値）のこと。例えば、統計学や信号処理で時間経過に従って計測されるデータ列であり、（通常、一定の）ある時間間隔で測定される。均一間隔では無い場合は点過程と呼ぶ。

## 概略
時系列解析や時系列分析はそのような時系列を解釈するための手法であり、データ列の背後にある理論（なぜそのような時系列になったのか？）を見出すか、予測を行うためのものである。時系列予測は、既知の過去の事象に基づいて将来のモデルを構築し、将来ありうべきデータポイントを測定前に予測することである。例えば、株式の過去の価格推移から将来の価格を予測することなどが挙げられる。

### 表記
時系列分析では以下のような記述も使われる:
{\displaystyle X=\{X_{1},X_{2},\dots \}}
これは自然数でインデックスされた時系列 X を表している。

### 線形モデル
時系列データのモデルには様々な形式がある。古典的に有名な線形モデルとしては、自己回帰移動平均モデル（ARMA）があり、これは自己回帰モデル（autoregressive; AR）と移動平均モデル（moving average; MA）を組み合わせたものである。更に、和分モデル（integrated; I）を組み合わせた自己回帰和分移動平均モデル（ARIMA）がある。これらは過去のデータ列およびノイズに線形に依存している。過去のデータへの非線形な依存は、カオス的時系列を生む可能性があり、興味深い。

### 状態空間モデル
状態空間モデルとは、状態（観測不可能）を {\displaystyle x_{t}}、観測値（観測可能）を {\displaystyle y_{t}}、システムノイズ（状態遷移のノイズ）を {\displaystyle v_{t}}、観測ノイズを {\displaystyle w_{t}} として、以下で時系列 {\displaystyle y_{t}} を表現するモデル。
{\displaystyle {\begin{aligned}x_{t}&=f_{t}(x_{t-1},v_{t})\\y_{t}&=h_{t}(x_{t},w_{t})\end{aligned}}}
このモデルは粒子フィルタ（モンテカルロ法）を用いて、状態 {\displaystyle x_{t}} の確率分布を求めることが出来る。関数 {\displaystyle f_{t}} と {\displaystyle h_{t}} には制限はないが、{\displaystyle h_{t}} は観測値から尤度（確率密度または確率質量）を逆算できることが必要。{\displaystyle x_{t}} や {\displaystyle y_{t}} は実数ベクトルである必要は無く、任意のデータ構造で良い。
状態および観測値が実数の列ベクトル、関数 {\displaystyle f_{t}} と {\displaystyle h_{t}} が線形（行列の乗法）、システムノイズ {\displaystyle v_{t}} と観測ノイズ {\displaystyle w_{t}} が多変量正規分布に従う場合は、以下のようになる。
{\displaystyle {\begin{aligned}x_{t}&=F_{t}x_{t-1}+G_{t}v_{t}\\y_{t}&=H_{t}x_{t}+w_{t}\end{aligned}}}
こちらは、状態 {\displaystyle x_{t}} の確率分布（多変量正規分布）をカルマンフィルターにて厳密解を求められる。ARMA や ARIMA もこの線形モデルで扱うことが出来る。

### 手法
時系列データを分析するツールには以下のようなものがある:
- 自己相関関数とスペクトル密度関数
- 周波数領域の系列の分析としてのフーリエ変換
- ノイズを除去するデジタルフィルタの使用
- 主成分分析（または経験直交関数分析）
- 人工ニューラルネットワーク
- 時間-周波数解析手法:
  - 連続ウェーブレット変換
  - 短時間フーリエ変換
  - Chirplet変換
  - 非整数次フーリエ変換
- カオス解析
  - 相関次元
  - リカレンスプロット
  - 再帰定量化分析
  - リアプノフ指数
- 状態空間モデル
  - カルマンフィルター、拡張カルマンフィルタ、アンサンブルカルマンフィルタ
  - 粒子フィルタ

## 産業への応用
任意の時刻と数値を合わせた列は時系列とみなすことができる。その場合の時刻の間隔は一定でなくてもよい。たとえば、株式や商品先物の相場の履歴情報は、一種の時系列データである。
経営アナリストらは、ここで列挙したようなツールを駆使し、経営に役に立てている。例えば、エネルギートレーダーは平年の天候と短期の天気予報に基づいて電力消費量を予測する。

## 関連図書
- Tarek A. Atwan、黒川利明(訳)：「Python 時系列分析クックブック I：前処理」、朝倉書店、ISBN 978-4-254-12294-7 (2023年11月1日).
- Tarek A. Atwan、黒川利明(訳)：「Python 時系列分析クックブック Ⅱ：モデル・機械学習」、朝倉書店、ISBN 978-4-254-12295-4 (2023年11月1日).